# Antoine Serra (rugby à XIII)
 (signalé en août 2025).
Si vous disposez d'ouvrages ou d'articles de référence ou si vous connaissez des sites web de qualité traitant du thème abordé ici, merci de compléter l'article en donnant les références utiles à sa vérifiabilité et en les liant à la section « Notes et références ».
- Archive Wikiwix
- Bing
- Cairn
- DuckDuckGo
- E. Universalis
- Gallica
- Google
- G. Books
- G. News
- G. Scholar
- Persée
- Qwant
- (zh) Baidu
- (ru) Yandex
- (wd) trouver des œuvres sur Wikidata

Pour les articles homonymes, voir Serra.
Pas d'image ? Cliquez ici

a Compétitions nationales et continentales officielles uniquement.

Antoine Serra, né le 23 février 1932 à Ille-sur-Têt (Pyrénées-Orientales) et mort le 20 mai 2012 à Cerbère, est un joueur de rugby à XIII évoluant au poste de talonneur dans les années 1950 à 1960.
Il rejoint en 1957 le R.C. Roanne de Claudius Devernois où il joue avec Jean Barthe, Aldo Quaglio et Claude Mantoulan. Il y remporte le Championnat de France avec Roanne en 1960

## Palmarès
- Collectif : 
  - Vainqueur du Championnat de France : 1960 (Roanne).
  - Finaliste du Championnat de France : 1961 (Roanne).

### Détails en club
| Saison    | Saison    | Championnat           | Championnat | Coupe           | Coupe      |
| Saison    | Saison    | Comp.                 | Class.      | Comp.           | Class.     |
| --------- | --------- | --------------------- | ----------- | --------------- | ---------- |
| 1957-1958 | RC Roanne | Championnat de France | ?           | Coupe de France | 1/8 finale |
| 1958-1959 | RC Roanne | Championnat de France | 5e          | Coupe de France | 1/4 finale |
| 1959-1960 | RC Roanne | Championnat de France | Champion    | Coupe de France | 1/4 finale |
| 1960-1961 | RC Roanne | Championnat de France | Finaliste   | Coupe de France | 1/2 finale |